# Flávio Paixão
Flávio Emanuel Lopes Paixão (Sesimbra, Portugal, 19 de septiembre de 1984) es un exfutbolista portugués que jugaba en la demarcación de delantero. Se retiró en el Lechia Gdańsk de la Ekstraklasa polaca. Su hermano Marco Paixão también es futbolista.

## Clubes
| Club                      | País     | Año         |
| ------------------------- | -------- | ----------- |
| Grupo Desportivo Sesimbra | Portugal | 2003 - 2005 |
| Porto B                   | Portugal | 2005 - 2006 |
| CF Villanovense           | España   | 2006 - 2007 |
| Real Jaén CF              | España   | 2007        |
| Benidorm CF               | España   | 2008 - 2009 |
| Hamilton Academical       | Escocia  | 2009 - 2011 |
| Tractor Sazi FC           | Irán     | 2011 - 2013 |
| Śląsk Wrocław             | Polonia  | 2014 - 2016 |
| Lechia Gdańsk             | Polonia  | 2016 - 2023 |

## Palmarés

### Títulos nacionales
| Título               | Club          | País    | Año  |
| -------------------- | ------------- | ------- | ---- |
| Copa de Polonia      | Lechia Gdańsk | Polonia | 2019 |
| Supercopa de Polonia | Lechia Gdańsk | Polonia | 2019 |